# Angels of Chaos
Pour plus de détails, voir Fiche technique et Distribution.
Angels of Chaos (1%) est un thriller australien réalisé par Stephen McCallum, sorti en 2017.

## Synopsis
Depuis l'incarcération du chef Knuck, les Copperheads, un gang de bikers, est devenu plus puissant depuis qu'il est tenu d'une main de fer par le vice-président Paddo. Ce dernier a notamment signé, contre l'avis de Knuck, un pacte avec un gang rival, les Devils, pour blanchir l'argent sale et ainsi échapper à la justice. Pour protéger son frère Skink, qui leur a volé de la drogue, Paddo n'a pas eu le choix de s'associer avec eux. Mais leur alliance est chamboulée lorsque Knuck sort de prison et reprend les rênes de son clan, au grand désarroi de Paddo. Sa première décision est de ne plus concrétiser l'offre des Devils. Un choix qui fait monter les tensions dans le clan et chez les Devils alors que Paddo ne désire qu'une seule chose : protéger son frère en danger.

## Fiche technique
- Titre original : 1%
- Titre français : Angels of Chaos
- Réalisation : Stephen McCallum
- Scénario : Matthew Nable
- Montage : Veronika Jenet
- Musique : Chris Cobilis
- Photographie : Shelley Farthing-Dawe
- Production : Jamie Hilton et Michael Pontin
- Société de production : Head Gear Films, Screen Australia, See Pictures, Ticket to Ride et Metrol Technology
- Société de distribution : A24
- Pays d'origine :  Australie
- Langue originale : australien
- Format : couleur
- Genre : Thriller
- Durée : 92 minutes
- Dates de sortie  :
  - Canada : 9 septembre 2017 (Festival international du film de Toronto)
  - Australie : 11 octobre 2017
  - France : 8 mai 2019 (DVD)

## Distribution
- Ryan Corr : Paddo
- Abbey Lee : Katrina
- Matthew Nable : Knuck
- Simone Kessell : Hayley
- Josh McConville : Skink
- Aaron Pedersen : Sugar
- Sam Parsonson : Knuckle
- Eddie Baroo : Webby
- Jacqui Williams : Josie
- Sam Parsonson : Noisy
- Aaron Fa'aoso : Motu
- Adam T Perkins : Graham
- Soa Palele : Tinka
- Daniel Pantovic : Bomber
- Moodi Dennaoui : Muscle
- Alex Arco : Inmate
- Gemma Sharpe : Tracey